# Sinajana
Sinajana è un villaggio del territorio non incorporato statunitense dell'isola di Guam.
Al censimento del 2000 aveva una popolazione di 2.853 abitanti.